# Исмаил Ферик паша
Исмаил Ферик паша или също Исмаил Селим паша (на гръцки: Ισμαήλ Φερίκ Πασάς и Ισμαήλ Σελίμ Πασάς) (ок. 1809 – 1867) е гръцки еничар, издигнал се на висок военен пост, генерал на османските войски и министър на външните работи на Египет.

## Ранни години
Роден около 1809 г. като Емануил (Манолис) Пападакис в семейството на християнския свещеник Фрагиос Пападакис в село Психро, разположено на платото Ласити на остров Крит, той е отвлечен заедно с по-малките си братя Антониос (1810-1878) и Андреас след убийството на баща им през 1823 г. по време на Гръцката война за независимост, след което тримата са продадени на робските пазари на империята. Антониос е продаден в Константинопол, а четиринадесетгодишният по това време Емануил и най-малкият Андреас - в Александрия, където двамата са обърнати в исляма. Обучавани са за еничари и се издигат на високи постове - Емануил става генерал и министър на външните работи на Египет, а Андреас е назначен за началник на полицията на Александрия.

## Завръщане на Крит и смърт
През 1866 г. Исмаил Ферик паша е назначен на мястото на Шахин паша начело на над 20-хилядна египетска войска като подкрепление на турците, за да потушат въстанието на неговия роден Крит. Същевременно критските въстаници получават оръжие и финансова подкрепа от неговия брат Антониос, който след шест години прекарани в робство в Константинопол, успява да избяга оттам и се установява в Атина. Известно е, че Исмаил паша е бил запознат с тези обстоятелства и е поддържал кореспонденция с брат си.
На Крит Исмаил участва в няколко битки и в обсадата на манастира Аркади. В късната пролет на 1867 г. заедно с Омар паша той тръгва към платото Ласити, за да смажат бунтовниците. Няколко дни след жестокия погром над въстаниците Исмаил умира при неизяснени обстоятелства. Според някои свидетелства причината за смъртта му е коремен тиф, според други усложнения вследствие на огнестрелна рана, а според трети той е отровен. Твърди се, че Исмаил паша не бил достатъчно твърд със селяните, поради което Омар паша го наказал. Мълвата твърди, че когато Антониос научава за смъртта му, той казва: „Може би брат ми е бил прострелян от едно от оръжията, които изпратих“.
Тялото на Исмаил паша е пренесено в Египет и погребано в Александрия с големи почести, а бюстът му се пази в Националния военен музей в Кайро.